# Juande Rivas
Juan de Dios Rivas Margalef, noto come Juande Rivas o più semplicemente Juande (Cordova, 7 luglio 1999), è un calciatore spagnolo, difensore o centrocampista del Piast Gliwice.

## Carriera
Cresciuto nel settore giovanile del Malaga, debutta in prima squadra il 14 gennaio 2020 in occasione dell'incontro di Segunda División vinto 1-0 contro il Ponferradina. Realizza la sua prima rete il 22 ottobre seguente, decisivo nella vittoria casalinga per 1-0 contro lo Sporting Gijón.

## Statistiche

### Presenze e reti nei club
Statistiche aggiornate al 22 maggio 2024.
| Stagione        | Squadra         | Campionato      | Campionato | Campionato | Coppe nazionali | Coppe nazionali | Coppe nazionali | Coppe continentali | Coppe continentali | Coppe continentali | Altre coppe | Altre coppe | Altre coppe | Totale | Totale |
| Stagione        | Squadra         | Comp            | Pres       | Reti       | Comp            | Pres            | Reti            | Comp               | Pres               | Reti               | Comp        | Pres        | Reti        | Pres   | Reti   |
| --------------- | --------------- | --------------- | ---------- | ---------- | --------------- | --------------- | --------------- | ------------------ | ------------------ | ------------------ | ----------- | ----------- | ----------- | ------ | ------ |
| 2018-2019       | Malaga B        | SDB             | 33         | 0          |                 | -               | -               |                    | -                  | -                  |             | -           | -           | 33     | 0      |
| 2019-2020       | Malaga B        | TD              | 25         | 0          |                 | -               | -               |                    | -                  | -                  |             | -           | -           | 25     | 0      |
| Totale Malaga B | Totale Malaga B | Totale Malaga B | 58         | 0          |                 | -               | -               |                    | -                  | -                  |             | -           | -           | 58     | 0      |
| 2019-2020       | Malaga          | SD              | 9          | 0          | CR              | -               | -               |                    | -                  | -                  |             | -           | -           | 9      | 0      |
| 2020-2021       | Malaga          | SD              | 39         | 4          | CR              | 2               | 0               |                    | -                  | -                  |             | -           | -           | 41     | 4      |
| 2021-2022       | Malaga          | SD              | 21         | 2          | CR              | -               | -               |                    | -                  | -                  |             | -           | -           | 21     | 2      |
| 2022-2023       | Malaga          | SD              | 28         | 1          | CR              | 1               | 0               |                    | -                  | -                  |             | -           | -           | 29     | 1      |
| 2023-2024       | Malaga          | PF              | 17+4       | 1+0        | CR              | -               | -               |                    | -                  | -                  |             | -           | -           | 21     | 1      |
| Totale Malaga   | Totale Malaga   | Totale Malaga   | 147+4      | 7          |                 | 3               | 0               |                    | -                  | -                  |             | -           | -           | 154    | 7      |
| Totale carriera | Totale carriera | Totale carriera | 205+4      | 7          |                 | 3               | 0               |                    | -                  | -                  |             | -           | -           | 212    | 7      |